# Championnat du monde de vitesse moto 1959
Navigation
Édition précédente Édition suivante
Le Championnat du monde de vitesse moto 1959 est la onzième saison de vitesse moto organisée par la FIM.

Ce championnat comporte huit courses de Grand Prix, toutes courues en Europe, pour quatre catégories : 500 cm3, 350 cm3, 250 cm3 et 125 cm3.

## Attribution des points
Les points du championnat sont attribués aux six premiers arrivés de chaque course :
- Premier : 8 points
- Second : 6 points
- Troisième : 4 points
- Quatrième : 3 points
- Cinquième : 2 points
- Sixième : 1 point

## Grands Prix
| N° | Course                            | Lieu             | Vainqueur 125 cm³ | Vainqueur 250 cm³ | Vainqueur 350 cm³ | Vainqueur 500 cm³ | Résultat |
| -- | --------------------------------- | ---------------- | ----------------- | ----------------- | ----------------- | ----------------- | -------- |
| 1  | Grand Prix de France              | Clermont-Ferrand |                   |                   | John Surtees      | John Surtees      | Résultat |
| 2  | Tourist Trophy                    | Île de Man       | Tarquinio Provini | Tarquinio Provini | John Surtees      | John Surtees      | Résultat |
| 3  | Grand Prix d'Allemagne de l'Ouest | Hockenheim       | Carlo Ubbiali     | Carlo Ubbiali     | John Surtees      | John Surtees      | Résultat |
| 4  | Grand Prix des Pays-Bas           | Assen            | Carlo Ubbiali     | Tarquinio Provini | Bob Brown †       | John Surtees      | Résultat |
| 5  | Grand Prix de Belgique            | Spa              | Carlo Ubbiali     | Gary Hocking †    | John Surtees      | John Surtees      | Résultat |
| 6  | Grand Prix de Suède               | Hedemora         | Tarquinio Provini | Gary Hocking      | John Surtees      |                   | Résultat |
| 7  | Grand Prix d'Ulster               | Dundrod          | Mike Hailwood     | Gary Hocking      | John Surtees      | John Surtees      | Résultat |
| 8  | Grand Prix des Nations †          | Monza            | Ernst Degner      | Carlo Ubbiali     | John Surtees      | John Surtees      | Résultat |

† La course n'a pas compté pour le championnat du monde.

## Résultats de la saison

### Championnat 1959 catégorie 500 cm³
| Clas. | Pilote         | Pays                                    | Constructeur | Points | Victoires |
| ----- | -------------- | --------------------------------------- | ------------ | ------ | --------- |
| 1     | John Surtees   | Royaume-Uni                             | MV Agusta    | 32     | 7         |
| 2     | Remo Venturi   | Italie                                  | MV Agusta    | 22     | 0         |
| 3     | Bob Brown      | Australie                               | Norton       | 17     | 0         |
| 4     | Geoff Duke     | Royaume-Uni                             | Norton       | 12     | 0         |
| 5     | Gary Hocking   | Fédération de Rhodésie et du Nyassaland | Norton       | 10     | 0         |
| 6     | Bob McIntyre   | Royaume-Uni                             | Norton       | 8      | 0         |
| 7     | Alistair King  | Royaume-Uni                             | Norton       | 7      | 0         |
| 8     | Dickie Dale    | Royaume-Uni                             | BMW          | 6      | 0         |
| 9     | Terry Shepherd | Royaume-Uni                             | Norton       | 5      | 0         |
| 10    | John Hempleman | Nouvelle-Zélande                        | Norton       | 4      | 0         |
| 11    | Paddy Driver   | Afrique du Sud                          | Norton       | 3      | 0         |
| =     | Derek Powell   | Royaume-Uni                             | Matchless    | 3      | 0         |
| =     | Ken Kavanagh   | Australie                               | Norton       | 3      | 0         |
| 14    | Jim Redman     | Fédération de Rhodésie et du Nyassaland | Norton       | 2      | 0         |
| 15    | Alois Huber    | Allemagne                               | BMW          | 1      | 0         |
| =     | Ron Miles      | Australie                               | Norton       | 1      | 0         |
| 17    | Bob Anderson   | Royaume-Uni                             | Norton       | 1      | 0         |

### Championnat 1959 catégorie 350 cm³
| Clas. | Pilote            | Pays                                    | Constructeur | Points | Victoires |
| ----- | ----------------- | --------------------------------------- | ------------ | ------ | --------- |
| 1     | John Surtees      | Royaume-Uni                             | MV Agusta    | 48     | 6         |
| 2     | John Hartle       | Royaume-Uni                             | MV Agusta    | 16     | 0         |
| 3     | Bob Brown         | Australie                               | Norton       | 14     | 0         |
| 4     | Gary Hocking      | Fédération de Rhodésie et du Nyassaland | Norton       | 12     | 0         |
| 5     | Geoff Duke        | Royaume-Uni                             | Norton       | 10     | 0         |
| 6     | Remo Venturi      | Italie                                  | MV Agusta    | 6      | 0         |
| 7     | Dickie Dale       | Royaume-Uni                             | AJS          | 6      | 0         |
| 8     | John Hempleman    | Nouvelle-Zélande                        | Norton       | 6      | 0         |
| 9     | Bob Anderson      | Royaume-Uni                             | Norton       | 5      | 0         |
| 10    | Alistair King     | Royaume-Uni                             | Norton       | 4      | 0         |
| =     | Ernesto Brambilla | Italie                                  | MV Agusta    | 4      | 0         |
| 12    | Paddy Driver      | Afrique du Sud                          | Norton       | 4      | 0         |
| 13    | Mike Hailwood     | Royaume-Uni                             | AJS          | 2      | 0         |
| =     | Tom Phillis       | Australie                               | Norton       | 2      | 0         |
| 15    | Jim Redman        | Fédération de Rhodésie et du Nyassaland | Norton       | 2      | 0         |
| 16    | Terry Shepherd    | Royaume-Uni                             | Norton       | 1      | 0         |
| =     | Dave Chadwick     | Royaume-Uni                             | Norton       | 1      | 0         |
| =     | Gilberto Milani   | Italie                                  | Norton       | 1      | 0         |

### Championnat 1959 catégorie 250 cm³
| Clas. | Pilote            | Pays                                    | Constructeur | Points | Victoires |
| ----- | ----------------- | --------------------------------------- | ------------ | ------ | --------- |
| 1     | Carlo Ubbiali     | Italie                                  | MV Agusta    | 28     | 2         |
| 2     | Tarquinio Provini | Italie                                  | MV Agusta    | 16     | 2         |
| =     | Gary Hocking      | Fédération de Rhodésie et du Nyassaland | MZ           | 16     | 2         |
| 4     | Ernst Degner      | Allemagne                               | MZ           | 14     | 0         |
| 5     | Mike Hailwood     | Royaume-Uni                             | Mondial      | 13     | 0         |
| 6     | Emilio Mendogni   | Italie                                  | Morini       | 10     | 0         |
| 7     | Derek Minter      | Royaume-Uni                             | Morini       | 7      | 0         |
| 8     | Tommy Robb        | Royaume-Uni                             | GMS-MZ       | 7      | 0         |
| 9     | Horst Fügner      | Allemagne                               | MZ           | 6      | 0         |
| 10    | Geoff Duke        | Royaume-Uni                             | Benelli      | 5      | 0         |
| 11    | Dave Chadwick     | Royaume-Uni                             | MV Agusta    | 4      | 0         |
| 12    | Libero Liberati   | Italie                                  | Morini       | 3      | 0         |
| 13    | Horst Kassner     | Allemagne                               | NSU          | 2      | 0         |
| =     | Phil Carter       | Royaume-Uni                             | NSU          | 2      | 0         |
| =     | Luigi Taveri      | Suisse                                  | MZ           | 2      | 0         |
| 16    | Rudi Thalhammer   | Autriche                                | NSU          | 1      | 0         |
| =     | Dickie Dale       | Royaume-Uni                             | Benelli      | 1      | 0         |
| 18    | Günter Beer       | Allemagne                               | Adler        | 1      | 0         |

### Championnat 1959 catégorie 125 cm³
| Clas. | Pilote            | Pays                                    | Constructeur   | Points | Victoires |
| ----- | ----------------- | --------------------------------------- | -------------- | ------ | --------- |
| 1     | Carlo Ubbiali     | Italie                                  | MV Agusta      | 30     | 3         |
| 2     | Tarquinio Provini | Italie                                  | MV Agusta      | 28     | 2         |
| 3     | Mike Hailwood     | Royaume-Uni                             | Ducati         | 20     | 1         |
| 4     | Luigi Taveri      | Suisse                                  | MZ / Ducati    | 14     | 0         |
| 5     | Ernst Degner      | Allemagne                               | MZ             | 13     | 1         |
| 6     | Bruno Spaggiari   | Italie                                  | Ducati         | 8      | 0         |
| 7     | Derek Minter      | Royaume-Uni                             | MZ             | 8      | 0         |
| 8     | Ken Kavanagh      | Australie                               | Ducati         | 8      | 0         |
| 9     | Gary Hocking      | Fédération de Rhodésie et du Nyassaland | MZ / MV Agusta | 7      | 0         |
| 10    | Horst Fügner      | Allemagne                               | MZ             | 6      | 0         |
| 11    | Werner Musiol     | Allemagne                               | MZ             | 4      | 0         |
| 12    | Francesco Villa   | Italie                                  | Ducati         | 3      | 0         |
| 13    | Alberto Pagani    | Italie                                  | Ducati         | 2      | 0         |
| 14    | Naomi Taniguchi   | Japon                                   | Honda          | 1      | 0         |
| =     | Karl Kronmüller   | Allemagne                               | Ducati         | 1      | 0         |
| =     | Ulf Svensson      | Suède                                   | Ducati         | 1      | 0         |
| =     | Arthur Wheeler    | Royaume-Uni                             | Ducati         | 1      | 0         |